# Kepanjen, Malang
Kepanjen är en distriktshuvudort i Indonesien.   Den ligger i provinsen Jawa Timur, i den västra delen av landet, 700 km öster om huvudstaden Jakarta. Kepanjen ligger 341 meter över havet och antalet invånare är 51 919.
Terrängen runt Kepanjen är huvudsakligen platt, men åt nordväst är den kuperad. Runt Kepanjen är det mycket tätbefolkat, med 1 135 invånare per kvadratkilometer. Närmaste större samhälle är Malang, 17,9 km norr om Kepanjen. Trakten runt Kepanjen består till största delen av jordbruksmark.